# Congrès de Valence
Le congrès de Valence est le 63e congrès ordinaire du Parti socialiste français qui se tient du 23 au 25 octobre 1981.

## Contexte
Le congrès de Valence intervient quelques mois après la victoire de François Mitterrand à l'élection présidentielle de 1981 puis la « vague rose » des élections législatives qui ont suivi.

## Listes des contributions générales déposées
La phase des contributions générales et thématiques précède celle des motions. Elle permet de faire valoir des idées de groupe qui se rassemblent lors de celles des motions, beaucoup moins nombreuses. 
Trois contributions nationales sont déposées :
- Les enjeux du congrès de Valence : présentée par Lionel Jospin, Claude Estier, Bertrand Delanoë, Pierre Joxe, Louis Mermaz, Paul Quilès (mitterrandistes) et Jean Poperen.
- Pour un parti uni dans l'esprit d'Epiney : présentée par Jean-Pierre Balligand, Jacques Fleury, Jean-Yves Le Drian, Daniel Percheron (mauroyistes)
- Agir : présentée par Michel Charzat, Didier Motchane, Georges Sarre (CERES).

## Congrès
Une motion unique, intitulée « Pour le socialisme, réussir le changement » est présentée par le nouveau Premier secrétaire, Lionel Jospin. Elle est approuvée par 5 824 mandats pour, 49 contre et 225 abstentions.
Débat autour du rôle du parti dans le changement, ainsi que sur la notion de compromis (compromis entre « le pouvoir économique et le pouvoir socialiste », compromis entre les « forces du changement et les forces de conservation »).
Jean Poperen, qui devient le « No 2 » du parti, en tant que secrétaire national à la coordination, fait adopter le terme de « compromis social », en lieu et place de celui de « rupture ». L'adoption de cette notion marque le choix d'une transformation graduelle du système économique et de la société française.

## Composition de la nouvelle direction

### Comité directeur
Le comité directeur exécute et fait exécuter la motion d'orientation majoritairement adoptée par le congrès. Il constitue en quelque sorte le parlement interne du parti, car il est le reflet direct de la réalité des sensibilités et des courants du PS. À l'issue de ce congrès, les 131 membres sont issus de la motion unique. Il est présidé par Claude Estier.
Le nouveau comité directeur désigne les membres du Bureau exécutif et du Secrétariat national.

### Bureau exécutif
Le bureau exécutif assure l'administration et la direction du parti dans le cadre des attributions que lui délègue le comité directeur. Ses membres sont désignés selon les mêmes procédures que les membres du comité directeur :
- 27 membres issus de la motion unique, répartis selon les différents courants :
  - 12 « mitterrandistes » : Lionel Jospin, Jean-Paul Bachy, Marcel Debarge, Gérard Delfau, Claude Germon, Pierre Joxe, André Laignel, Louis Mermaz, Véronique Neiertz, Michel Pezet, Jean Pronteau et Paul Quilès ;
  - 5 du CERES : Jean Besse, Michel Charzat, Pierre Guidoni, Didier Motchane, Jean-Claude Routier ;
  - 4 « rocardiens » : Robert Chapuis, Michel de La Fournière, Marie-Noëlle Lienemann et Dominique Taddei ;
  - 4 « mauroyistes » : Guy Allouche, Roger Fajardie, Daniel Percheron et Marie-Josèphe Pontillon ;
  - 2 « poperénistes » : Jean Poperen et Christiane Mora.

### Secrétariat national
Les membres du secrétariat national sont élus par le comité directeur sur proposition du premier secrétaire. Ils ont la charge de la mise en œuvre des décisions prises par le comité directeur et le bureau exécutif. Le secrétariat national, assure ainsi la gestion du parti.
- Premier secrétaire : Lionel Jospin
- Secrétaire national à la coordination chargé des élections : Jean Poperen
- Secrétaire national aux entreprises : Jean-Paul Bachy
- Secrétaire national au secteur public : Michel Charzat
- Secrétaire national aux relations extérieures : Marcel Debarge
- Secrétaire national à la formation : Gérard Delfau
- Secrétaire national : Roger Fajardie
- Secrétaire national aux droits de l'Homme et aux libertés : Michel de La Fournière
- Secrétaire national aux collectivités locales :  Pierre Guidoni
- Secrétaire nationale à l'information des militants : Christiane Mora
- Secrétaire national à l'action culturelle : Didier Motchane
- Secrétaire national à l'urbanisme, au cadre de vie et à l'environnement : Michel Pezet
- Secrétaire national aux études : Jean Pronteau
- Secrétaire national à l'organisation, aux fédérations et au contentieux : Paul Quilès
- Secrétaire national à la communication, porte-parole : Jean-Claude Routier
- Trésorier : André Laignel
- Porte-parole : Bertrand Delanoë